# Kitáb-i-Aqdas
De Kitáb-i-Aqdas of Aqdas (Arabisch: الكتاب الاقدس, Perzisch: كتاب اقدس) is het centrale boek van het bahai-geloof, geschreven door Bahá'u'lláh, de stichter van de godsdienst. Het werd voltooid in 1873 en is in het Arabisch geschreven. In 1890-91 werd oorspronkelijke Arabische tekst voor het eerst in boekvorm gedrukt in Bombay. De Kitáb-i-Aqdas wordt ook het "Heiligste Boek", het "Boek van Wetten" en soms het "Boek van Aqdas" genoemd.
De Kitáb-i-Aqdas wordt beschouwd als "moeder-boek" van de bahai-leringen, en "Handvest van de toekomstige wereldbeschaving" (God Schrijdt Voorbij). Het is echter niet slechts een `boek van wetten’, maar behandelt tevens andere kwesties, in het bijzonder ethische aansproringen aan diverse individuen, groepen en plaatsen. De Kitáb-i-Aqdas bespreekt ook de totstandbrenging van bestuurlijke instellingen, religieuze praktijken, wetten van persoonlijke status, strafrecht, sociale principes en profetieën.

## Inhoud
De Kitab-i-Aqdas wordt aangevuld met:
- Vragen en antwoorden, dat bestaat uit 107 vragen voorgelegd aan Bahá'u'lláh door Zaynu'l-Muqarrabin en die betrekking tot de toepassing van de wetten en Bahá'u'lláhs antwoorden op die vragen.
- Enkele teksten die door Bahá'u'lláh zijn geopenbaard in aanvulling op de Kitáb-i-Aqdas.
- Synopsis en codificatie van de wetten en verordeningen, opgesteld door Shoghi Effendi.
- Noten, opgesteld door het Universeel Huis van Gerechtigheid.

Het boek is onderverdeeld in zes belangrijke thema's in het Synopsis en Codificatie door Shoghi Effendi:
1. De benoeming van 'Abdu'l-Bahá als de opvolger van Bahá'u'lláh
2. Anticiperen op de instelling van het behoederschap
3. De instelling van het Universele Huis van Gerechtigheid
4. Wetten, verordeningen en aansporingen
5. Specifieke aanmaningen, terechtwijzingen en waarschuwingen
6. Diverse onderwerpen

Verder worden de wetten onderverdeeld in vier categorieën:
A. Gebed
B. Vasten
C. Wetten van persoonlijke status
D. Diverse wetten, verordeningen en aansporingen

## Wetten van de Kitab-i-Aqdas
Sommige wetten van de Kitab-i-Aqdas zijn volgens de bahai-leringen niet bedoeld om op dit moment te worden toegepast; de toepassing ervan hangt af van beslissingen van het Universele Huis van Gerechtigheid. Zie ook Bahai-wetten voor wetten die in gebruik zijn in bahai-gemeenschappen.

### Gebed
Iedere bahai-gelovige tussen de 15 en 70 jaar dient het dagelijkse verplichte gebed uit te voeren en kan kiezen uit drie gebeden, die alle worden vergezeld van specifieke riten en worden voorafgegaan door het reinigen van de handen en gezicht. Tijdens het verplichte gebed keren gelovigen zich richting de Qiblih, de graftombe van Bahá'u'lláh in Bahjí. Mensen die ziek zijn, in gevaar zijn, of vrouwen tijdens hun menstruatie zijn vrijgesteld van de verplichte gebeden.
Congregationeel gebed is verboden, behalve in het geval van het Gebed voor de Doden.

### Vasten
De bahai-vasten zijn van zonsopgang tot zonsondergang in de bahai-maand van 'Ala van 2 maart tot 21 maart. Gedurende deze tijd onthouden gelovigen in goede gezondheid en in de leeftijd tussen 15 en 70 jaren zich van eten en drinken. Uitzonderingen op de vasten worden gegeven aan reizigers en hen die ziek, zwanger, borstvoeding gevend of menstruerend zijn, of zware arbeid verrichten. Vasten buiten de voorgeschreven periode is toegestaan en wordt aangemoedigd als dit gebeurt ten behoeve van de mensheid.

### Wetten van persoonlijke status

#### Huwelijk en echtscheiding
In de Kitáb-i-Aqdas wordt het huwelijk ten zeerste aanbevolen, maar het is niet verplicht. Gelovigen moeten minstens 15 jaar zijn om te mogen trouwen en de instemming van alle levende biologische ouders is voor het huwelijk nodig. De man betaalt een bruidsschat aan de vrouw van ongeveer 2,2 troy ounces goud of zilver, afhankelijk van de permanente verblijfplaats van de man. Interreligieuze huwelijken zijn toegestaan, en interraciale huwelijken worden aangemoedigd. In de Kitáb-i-Aqdas staat dat een man twee vrouwen mag huwen onder de voorwaarde dat zij gelijk worden behandeld. Later hebben 'Abdu'l-Bahá en Shoghi Effendi verduidelijkt dat hiermee monogamie bedoeld wordt.
Echtscheiding is toegestaan, hoewel ontmoedigd, en wordt toegestaan na een jaar van geduld als het paar niet in staat is om hun verschillen op te lossen.

#### Erfenis
In de Kitáb-i-Aqdas staat dat alle gelovigen een testament moeten schrijven. De andere bahai-wetten van erfrecht in de Kitáb-i-Aqdas zijn alleen van toepassing wanneer een individu overlijdt zonder een testament na te laten. Het systeem van erfrecht regelt de verdeling van de bezittingen van de overledene tussen zeven categorieën van erfgenamen: kinderen, echtgenoot, vader, moeder, broers, zusters, en leraren. In gevallen waar een aantal van de categorieën van erfgenamen niet bestaat het aandeel deels naar de kinderen en de plaatselijke Geestelijke Raad.

### Overig
Een vollediger lijst is te vinden in het artikel Bahai-wetten.

## Verder lezen
- Ghaemmaghami, Omid, Vafai, Shahin  (februari 2025). Exploring the Kitáb-i-Aqdas: The Laws and Teachings of the Bahá’í Faith.  I.B. Tauris. ISBN 0755606256.
- Gerelateerde documenten op Bahá'í Library Online